# النصب التذكاري للحرب الوطنية (كندا)
النصب التذكاري للحرب الوطنية (بالفرنسية: Monument commémoratif de guerre) هو قوس تذكاري طويل من الجرانيت مع منحوتات برونزية متراكمة في يقع بمقاطعة أونتاريو التابعة للعاصمة الكندية أوتاوا.
صممه النحات الإنكليزي فيرنون مارس (Vernon March) بطلب من قبل الملك جورج سادسا عام 1939. تم بناؤه في الأصل لإحياء ذكرى الكنديين الذين لقوا حتفهم في الحرب العالمية الأولى، وفي عام 1982 شمل أيضًا أولئك الذين قتلوا في الحرب العالمية الثانية والحرب الكورية.
وفي عام 2000، تمت إضافة قبر الجندي المجهول تابوت. أمام النصب التذكاري ويرمز إلى التضحيات التي قدمها جميع الكنديين الذين ماتوا أو ربما ماتوا من أجل بلادهم. وفي عام 2014 ضم أيضا قتلى من حرب البوير الثانية وقتلى والحرب في أفغانستان، وكذلك جميع الكنديين المتوفين في جميع النزاعات حتى المستقبلية.

## عن النصب التذكاري
يعد النصب التذكاري للحرب الوطنية هو النقطة المحورية في ساحة الكونفدرالية في العاصمة الكندية أوتاوا. يقع هذا بين تل البرلمان إلى الغرب وفندق شاتو لوريير إلى الشرق. هناك العديد من المباني التذكارية والآثار القريبة الأخرى منه، بما في ذلك برج السلام في مبنى البرلمان، ونصب تذكاري لقدامى المحاربين من السكان الأصليين، ونصب حرب البوير، ونصب حفظ السلام، وتماثيل فلينتس التذكارية (Valiants Memorial)، والنصب التذكاري لحرب 1812..
يبلغ طول النصب التذكاري 70 قدم، ويزن 503 طن من الجرانيت الكندي الرمادي، كما تم استخدام 32 طن من البررونز، وكلها تقع على كتلة من الخرسانة المسلحة على أساس أعمدة فولاذية مثبتة في الأساس.

Surroundings and elements of the war memorial
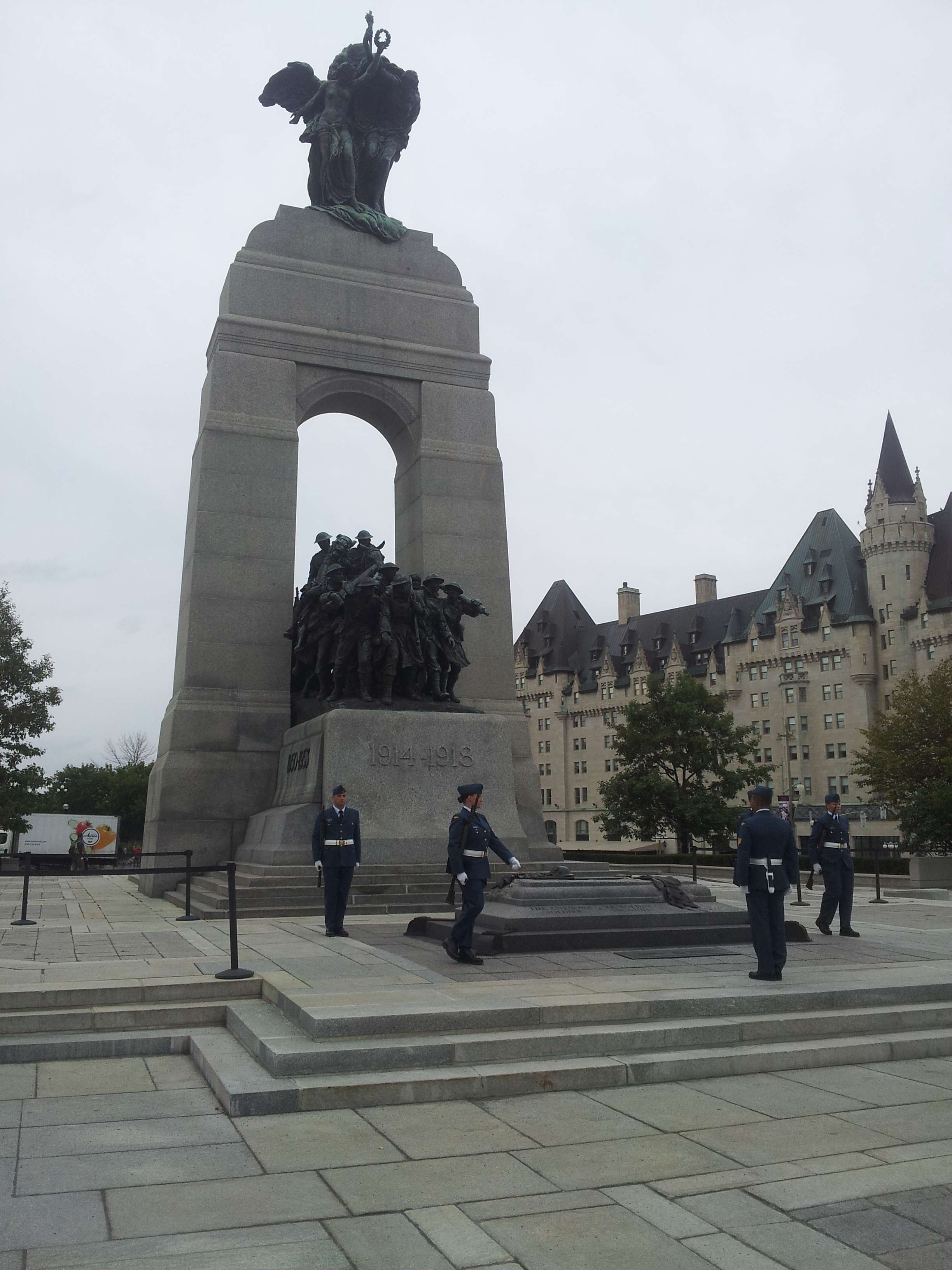
قبر الجندي المجهول قبل قاعدة النصب التذكاري ، بحراس
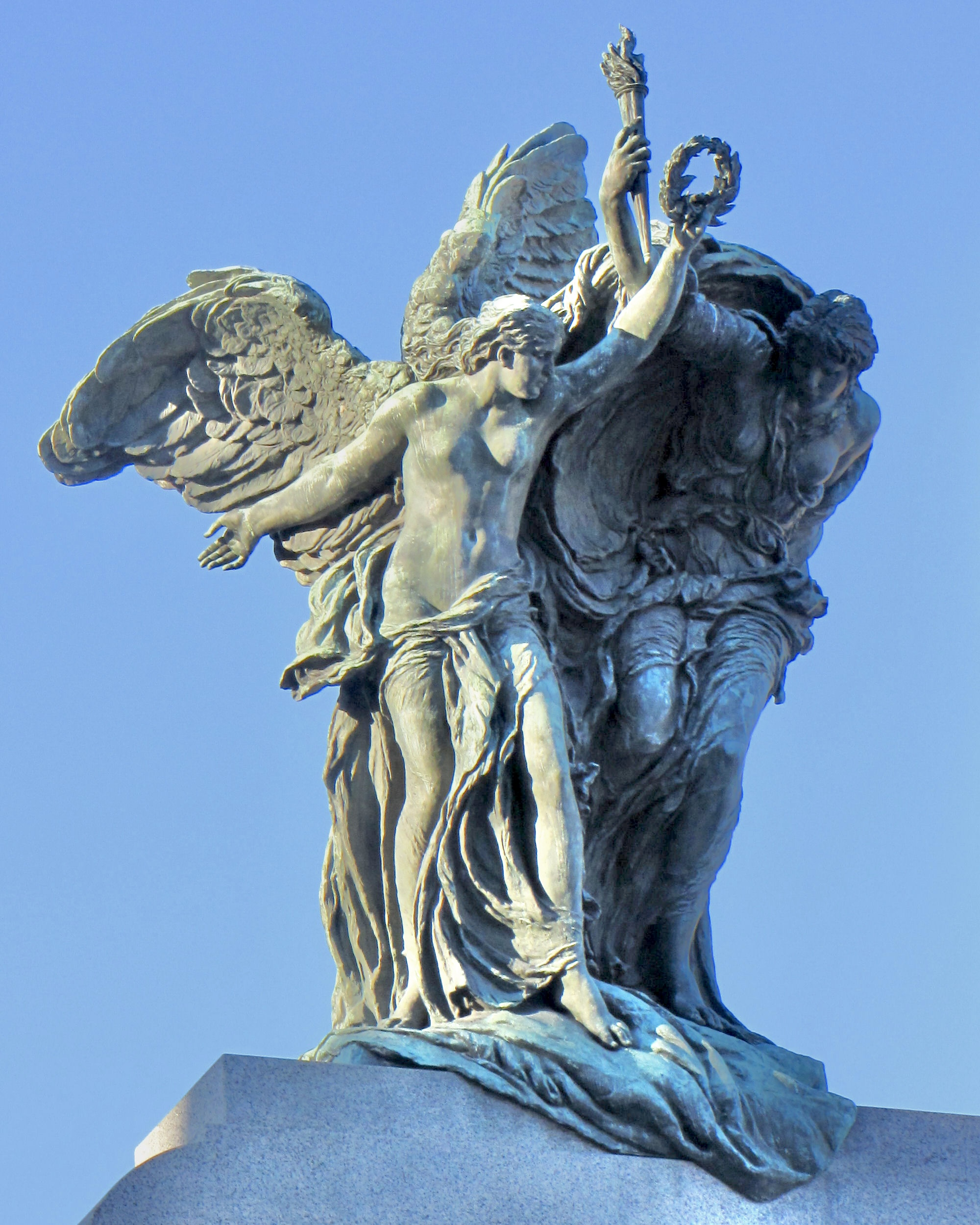
التماثيل المجازية التي تعلو على السلام والحرية
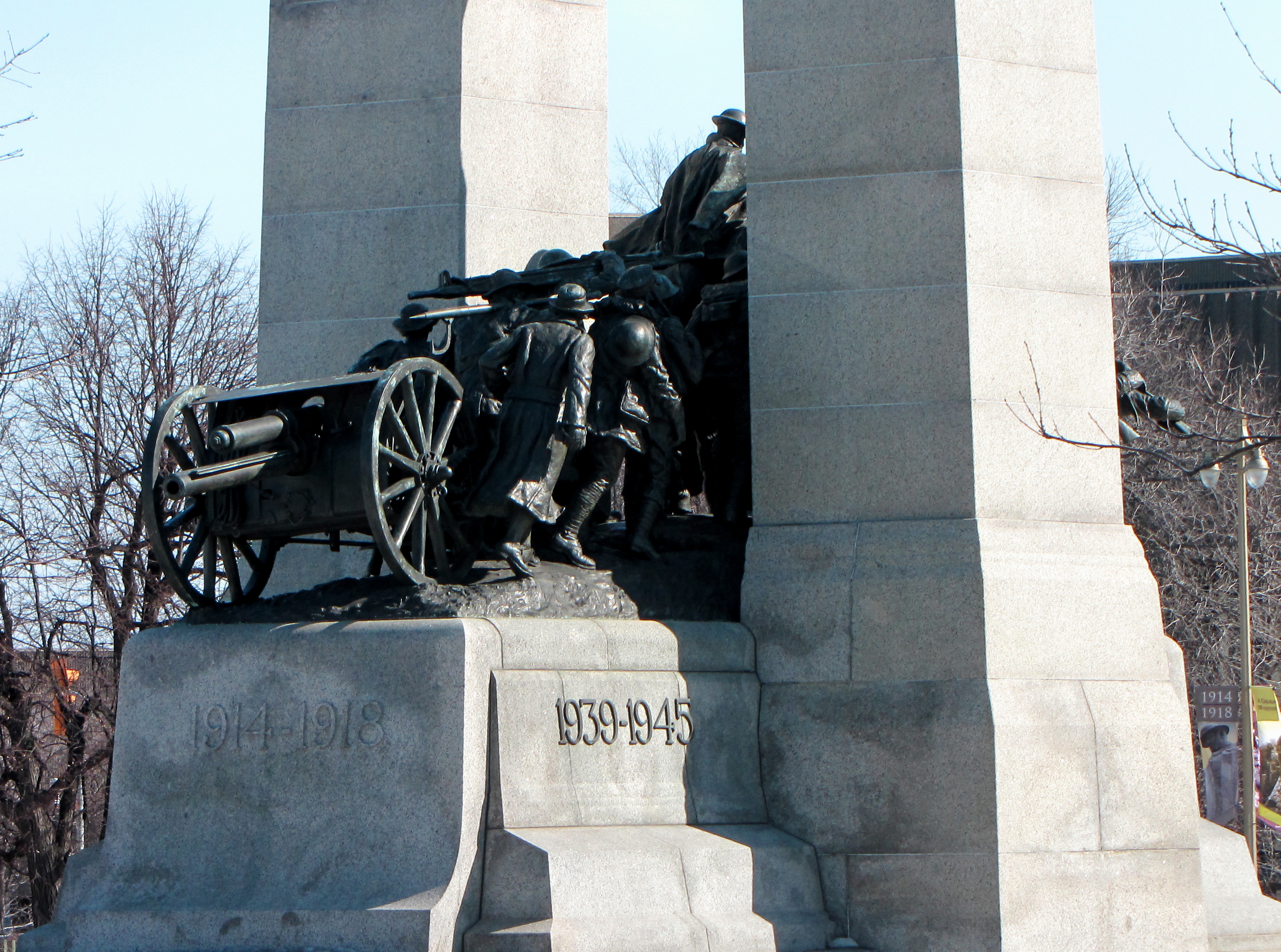
الجزء الخلفي من النصب التذكاري
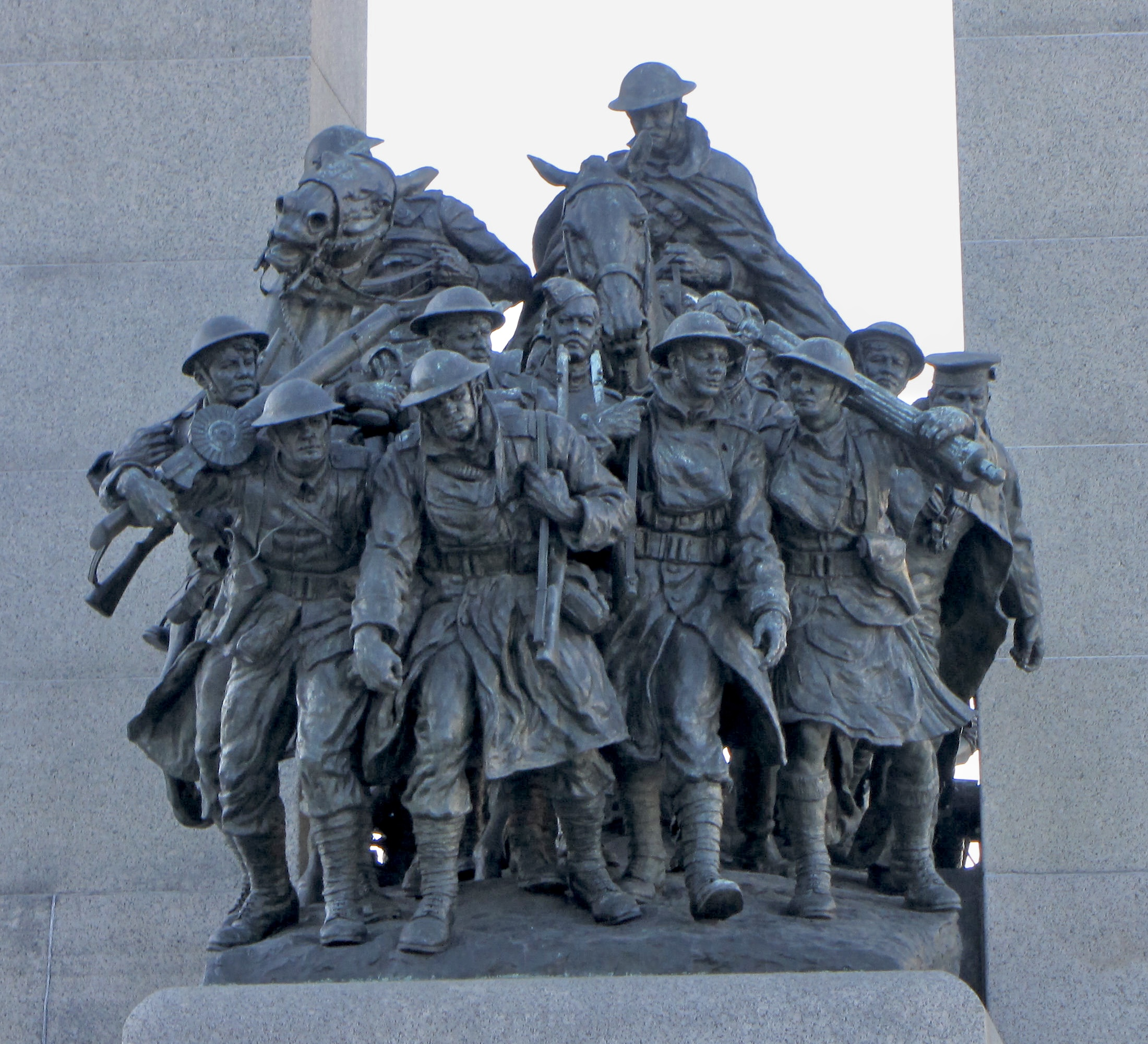
22 شخصية برونزية ، تمثل الفروع الأحد عشر للقوات الكندية المشاركة في الحرب العالمية الأولى ، تم عرضها من الأمام
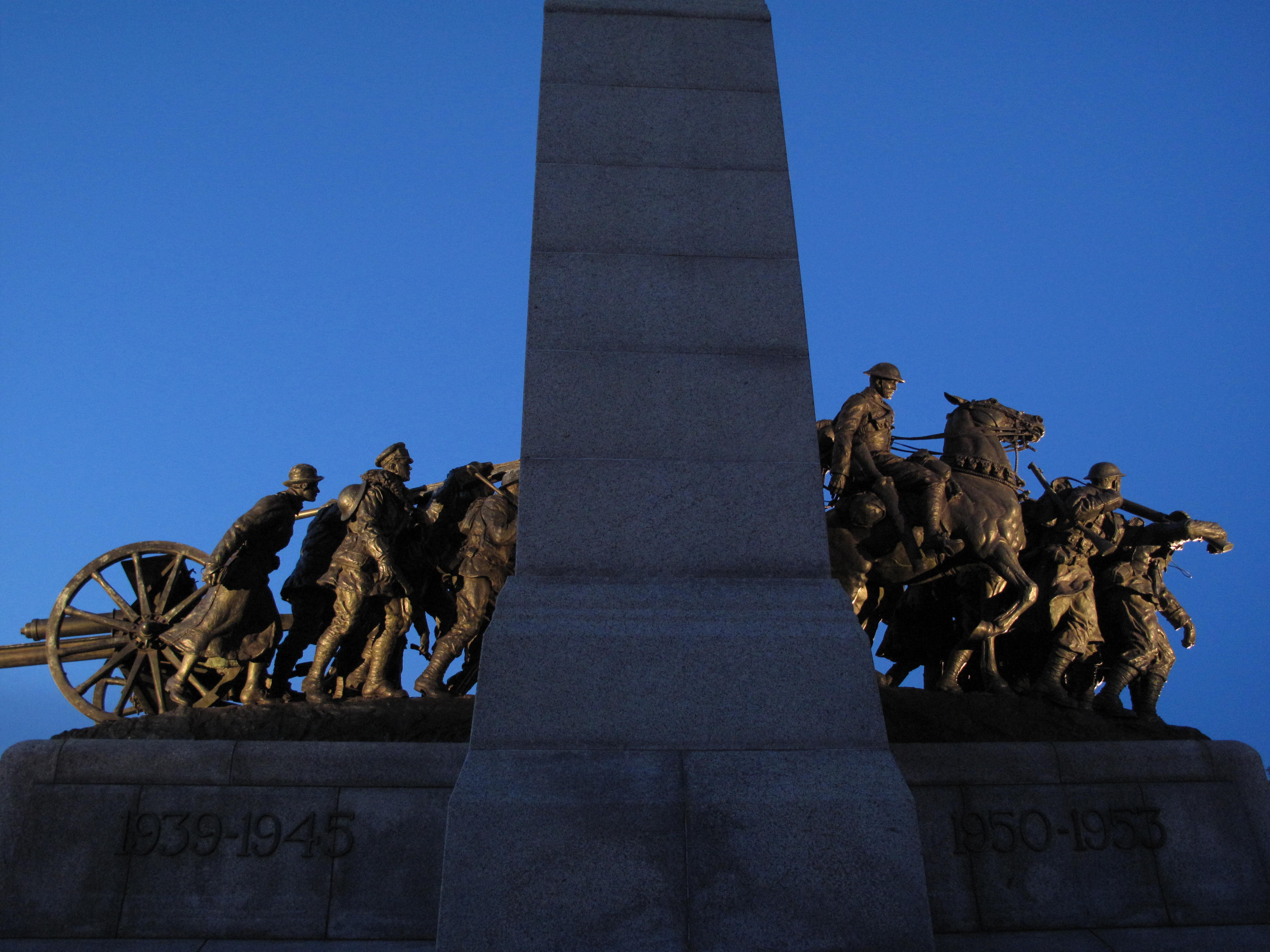
النصب من الغرب. تظهر الأرقام من خلال القوس من الحرب إلى السلام [2] أو في "استجابة كندا الكبرى" لدعوة للحرب
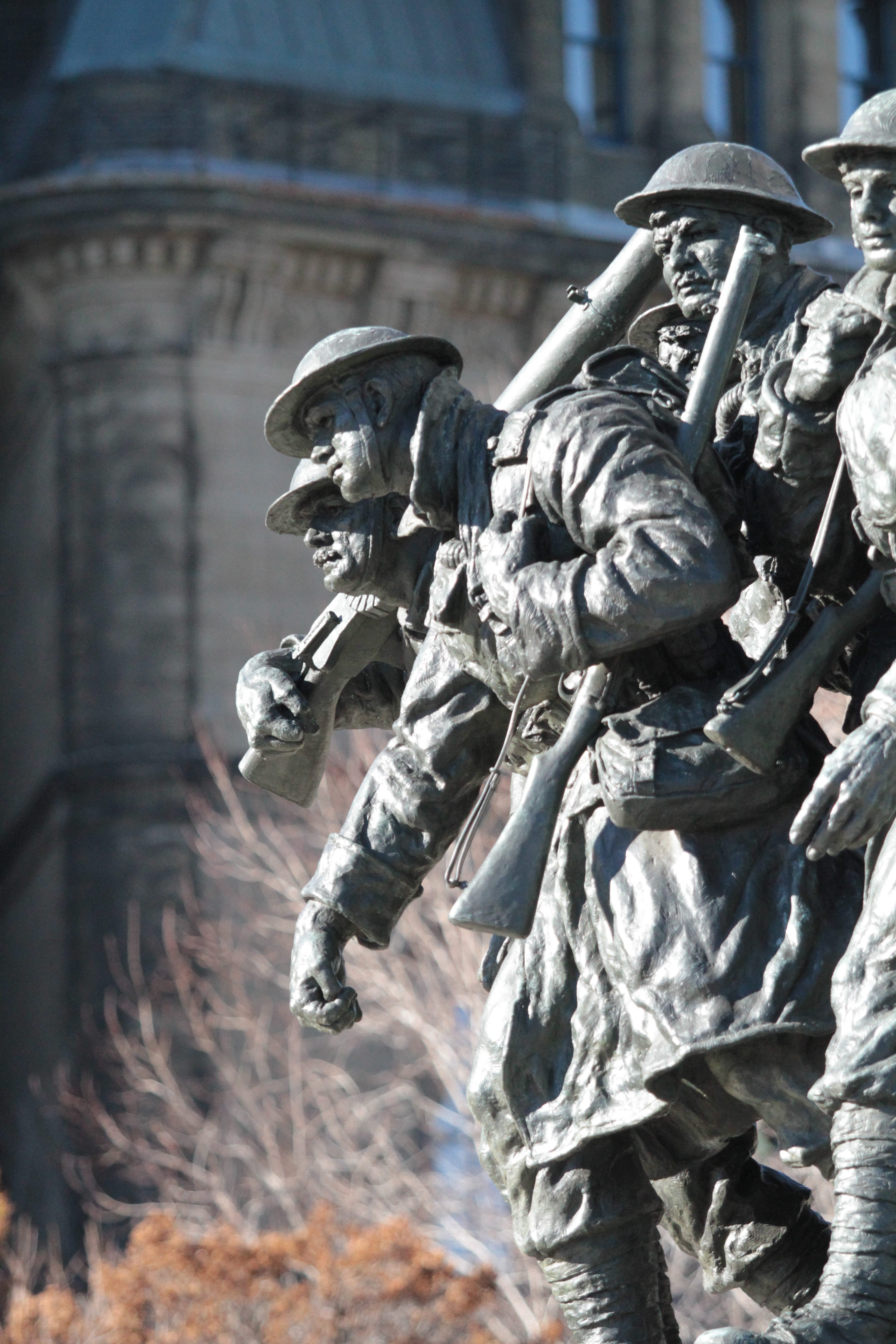
تفاصيل الأشكال البرونزية في مقدمة النصب التذكاري ، من الشرق
منظر بانورامي للنصب التذكاري للحرب الوطنية ، بما في ذلك برج السلام وفندق شاتو لوريير

 كتب مارش عن النصب التذكاري «[أنوي] إدامة شعب كندا الذي ذهب إلى الخارج في الحرب العظمى في هذه المجموعة البرونزية، وتمثيلهم، كما رأينا اليوم، كسجل للأجيال القادمة. . .»  كان من المفترض أن تكون التصورات الرمزية للسلام والحرية «تضيء على العالم ببركات النصر والسلام والحرية على خطى بطولة الناس والتضحية بالنفس الذين يمرون عبر الممر أدناه». تم تفسير الأشخاص الخارجين من خلال القوس أيضًا على أنهم يمثلون «طقوس المرور» أو «بلوغ سن الرشد»،  ولادتها كأمة مناسبة خلال الحرب العالمية الأولى، وهو ما انعكس في حصولها على مكان في المفاوضات من معاهدة فرساي في نهاية الصراع. وبالمثل، فإن شخصيات السلام والحرية «تتحدث عن مشاركة كندا في النضال لتحقيق الاستقرار الدائم والقيم الديمقراطية التي أسفرت عن إنشاء عصبة الأمم، والأمل في أن يستمر السلام والحرية في كندا نفسها في الانتصار على قوى عدم الاستقرار واستبداد العرق». لورا براندون، مؤرخة، الفن والحرب في متحف الحرب الوطني في أوتاوا، رأت أن الدلالات الزراعية للشخصية التي تحمل الشعلة ربما كانت قد قصدت بحلول شهر مارس الارتباط بهيمنة الزراعة في كندا في وقت تصميم النصب التذكاري. قد يشير أيضًا إلى السطر في قصيدة الحرب في حقول فلاندرز ، التي صاغها جون ماكري أثناء ساحات القتال في الحرب العالمية الأولى: «الشعلة؛ كن لك لتحملها عالياً / إذا قطعت الثقة بنا نحن الذين يموتون.»

## مكانة النصب حاليا

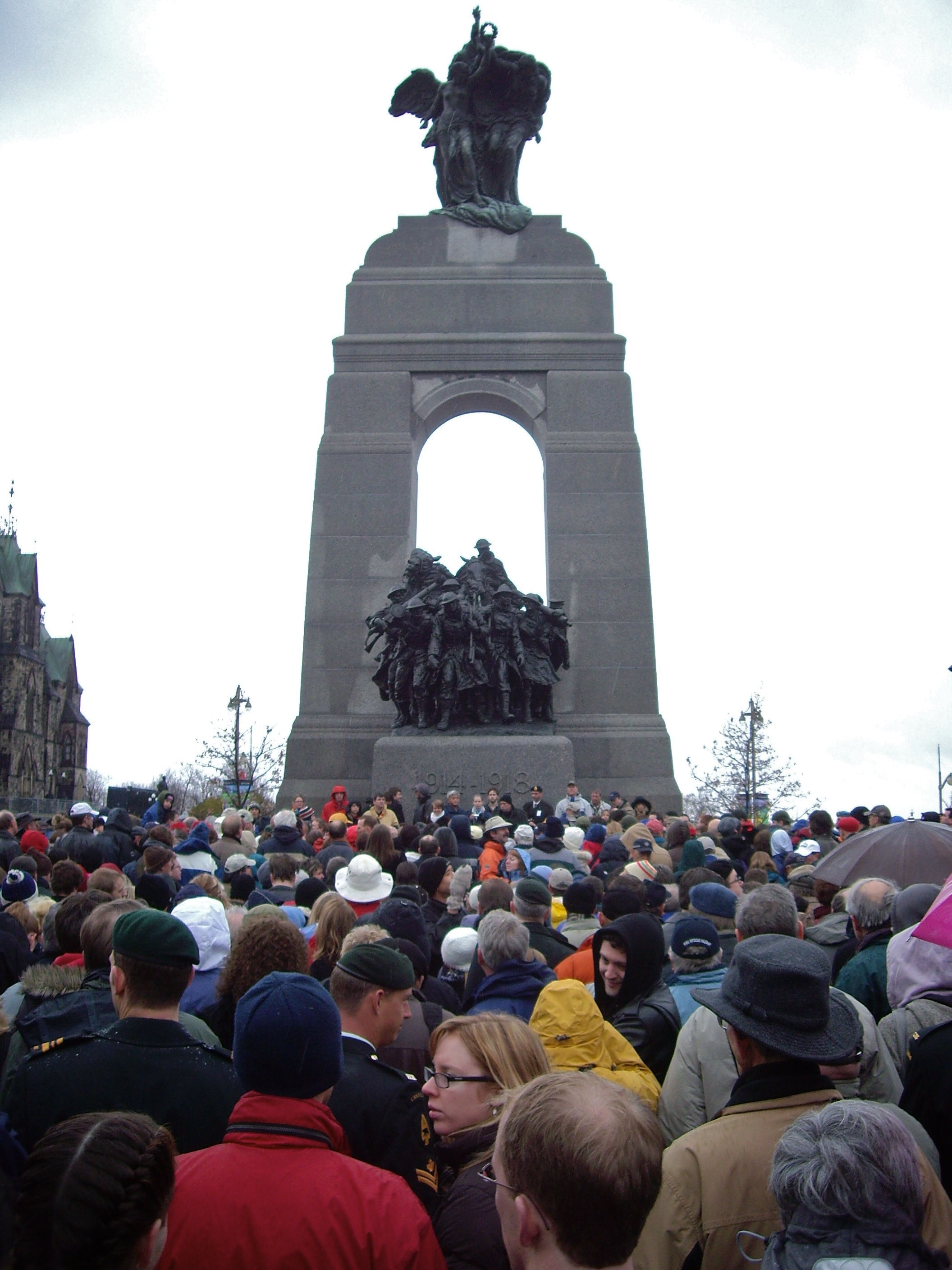
النصب التذكاري بمثابة نقطة محورية للاحتفالات يوم الذكرى في أوتاوا

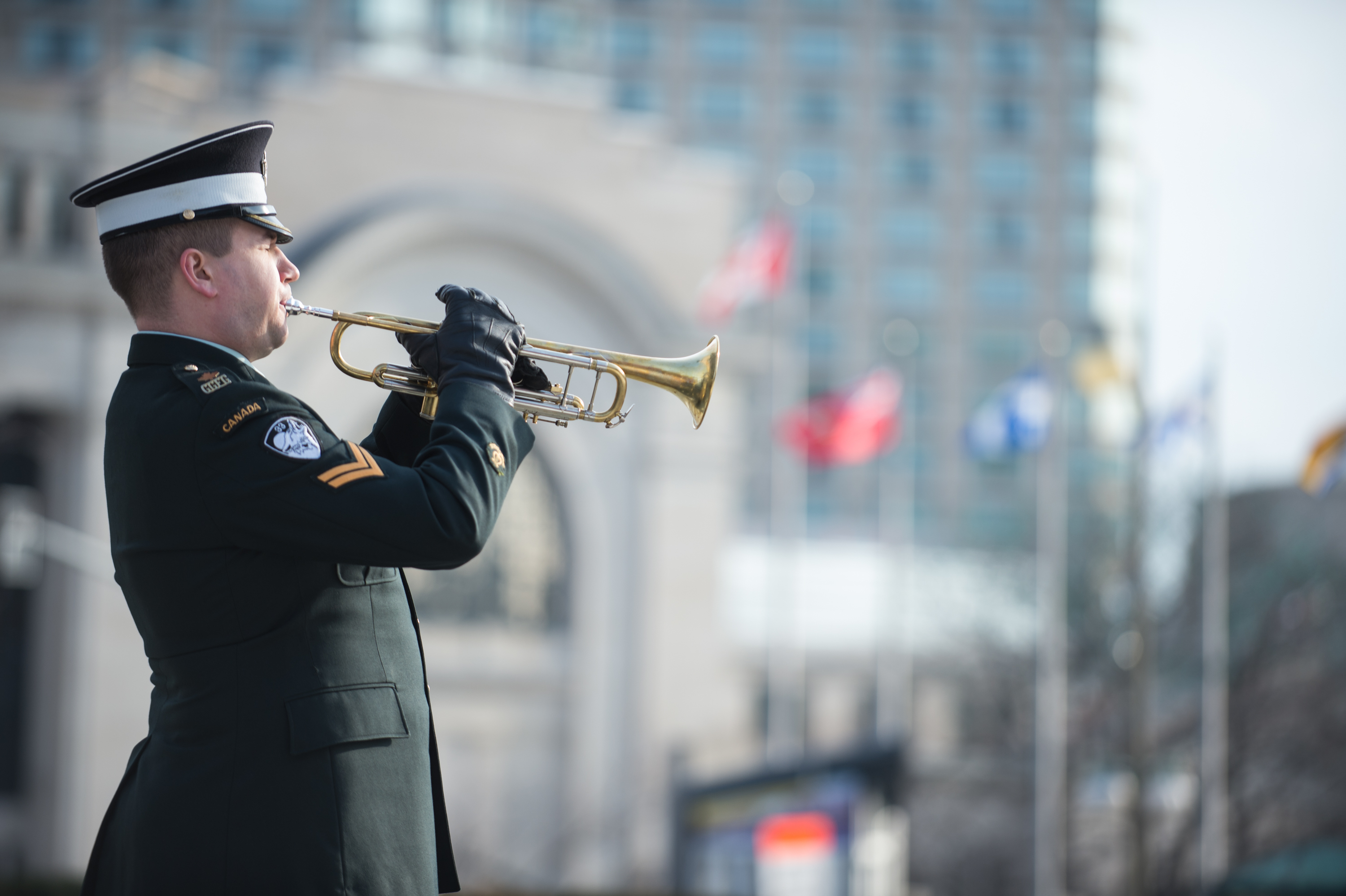
بوقر من مجموعة اللواء 33 الكندية في النصب التذكاري للحرب الوطنية.

منذ عام 1940،  أصبح النصب التذكاري للحرب الوطنية موقع للاحتفال بذكرى اليوم الوطني والذي ينظمه كل عام الفيلق الملكي الكندي في في 11 نوفمبر من كل عام.
يحضر الحفل إلى جانب قدامى المحاربين الكنديين، الحاكم العام، وأحيانًا أعضاء من العائلة المالكة الكندية، ورئيس الوزراء، وممثلين عن القوات المسلحة الكندية وشرطة الخيالة الملكية الكندية، وأعضاء السلك الدبلوماسي، وممثلي الشباب،  حيث تضع أكاليل الزهور عند أسفل النصب التذكاري. ويصل عدد الحضور بين 25,000 و 45,000 شخص ويتم بثه على الصعيد الوطني.
قبل الاحتفال تعمل شركة الأشغال العامة والخدمات الحكومية الكندية (PWGSC) بإجراءات عدة إصلاحات وترميم في منطقة النصب وتلمح البرونز، وتضع طلاءًا واقيًا على حروف قبر الجندي المجهول. كما توصع الأخشاب والزهور المحيطة بالنصب، ويتم تمديد نحو 6000 متر من الكبل لتوصيل أنظمة الصوت إضافة إلى 12 كاميرا تلفزيونية. في حين يتم التبرع بالأموال إلى مركز بيرلي آند ريدو للمحاربين القدامى.
جرت العادة أن يضع الملك أو فرد آخر من العائلة المالكة في أوتاوا إكليلًا من الزهور على النصب التذكاري. وفي بعض الأحيان تضع الشخصيات الأجنبية الزائرة إكليلًا من الزهور على النصب؛ ومن الشخصيات البارزة التي فعلت ذلك الرئيس الأمريكي جون إف كينيدي في عام 1961،  زعيم الاتحاد السوفيتي ميخائيل جورباتشوف في عام 1990،  وزير الخارجية الأمريكي جون كيري، والرئيس الفرنسي فرانسوا هولاند في عام 2014.
كما تمول وزارة التراث الكندي ووزارة شؤون المحاربين القدامى الطلاب الصيفيين في الموقع، الذين تم تعيينهم لتوفير الموقع والمعلومات التاريخية.

## هجوم إرهابي في 2014
مقال كامل: إطلاق نار 2014 في برلمان هيل، أوتاوا # النصب التذكاري للحرب الوطنية
تعرض مبنلا برلمان هيل في أوتاوا القريب من النصب التذكاري للحرب الوطنية الكندية لسلسة من عمليات إطلاق النار في 22 أكتوبر 2014، حيث قتل العريف ناثان سيريلو وهو جندي كندي كان في مهمة حراسة النصب.
في الساعة 10 صباحا رأى شهود عيان المعتدي زهاف بيبو يصل إلى النصب حاملا بندقية والتي تم تحديدها لاحقًا على أنها بندقية صيد من طراز وينشستر 94. كان يرتدي بنطلون جينز أزرق وسترة سوداء مع وشاح كوفية على الجزء السفلي من وجهه. اقترب من العريف ناثان سيريلو الذي كان واحدًا من ثلاث حراس من الحرس النصب الذي وضعو لحراسة قبر الجندي المجهول. ومن مسافة قريبة أطلق زهاف بيبو الرصاص على سيريلو مرتين في الظهر، مما أدى إلى إصابته بجروح قاتلة. كان ذلك قبل دقائق فقط من نهاية نوبة الحراس التي انتهت الساعة 10 صباحا. حاول زملائه كايل باتون وبراندن ستيفنسون إيقاف زهاف، حيث أطلقا النار عليه وأجبراه على الفرار إلى الجانب الآخر من النصب التذكاري. ثم قام زهاف بسحب وشاحه وحمل بندقيته بمفرده على رأسه وصرخ «للعراق». ثم حضر الجنود إلى سيريلو وقاموا بتطبيق الإسعافات الأولية عليه في محاولة لإنعاشه إلى أن نقل إلى المستشفى.
في هذه الأثناء، عاد زهاف بيبو إلى سيارته، وهي سيارة تويوتا صغيرة رمادية، كانت متوقفة على الجانب الجنوبي من شارع ويلينغتون خلف النصب التذكاري، وتوجه غربًا على طول ويلينغتون على مسافة قصيرة إلى برلمان هيل، حيث ترك سيارته. ركض عبر بوابة في السياج المحيط بمنطقة تل البرلمان وخطف سيارة برلمانية مخصصة لوزراء التاج، والتي قادها إلى مبنى البرلمان المركزي. وشاهد ضباط شرطة الخيالة الملكية الكندية في دورية في المنطقة اختطاف السيارة ولاحقوا السيارة إلى قاعدة برج السلام.
التقط أحد السواح صورة لزهاف بيبو بالقرب من النصب التذكاري أثناء إطلاقه النار وهو يمسك بالبندقية ويرتدي وشاحًا على جزء من وجهه. في حين صادرت شرطة أوتاوا كاميرا السائح، إلا أن الصحفي الفرنسي الكندي ويليام ريمون تلقى نسخة من الصورة عبر الإنترنت. بعد ذلك نسخ الصورة نشرها على تويتر بعد ساعات قليلة. وتمت إعادة تغريد الصورة من قبل أحد المتعاطفين مع داعش، مما أدى إلى إعداد تقارير إعلامية خاطئة عن أن الصورة نشأت من حساب داعش على تويتر.

## نبذة تاريخية

### نقاشات
أثير موضوع نصب تذكاري لإحياء ذكرى القتلى في الحرب العالمية الأولى حتى قبل انتهاء الحرب العالمية الأولى؛ حيث قال رئيس الوزراء روبرت بوردن في عام 1915 آنذاك «رغبتي أن يتم إقامة بعض المعالم الرائعة في هذا البلد، ربما في عاصمة الدومينيون والتي ستحيي ذكرى الرجال الذين استجابوا بشكل رائع لنداء الواجب.». كانت هناك معارضة للفكرة بسبب تكلفتها خاصة وأن الجدل استمر خلال الكساد الكبير.
بدأ اللورد بيفربروك بالشراكة مع الحكومة بإنشاء صندوق ذكرى الحرب الكندية (CWMF) في أبريل 1918 بغرض «تخليد ذكرى ما أنجزته كندا في هذه الحرب» من خلال اللوحات والصور والنصب التذكارية. كان الاقتراح في عام 1919 هو قاعة تذكارية في أوتاوا لتكون بمثابة مركز اجتماعي يسع لما بين 2000 و 4000 شخص، إضافة إلى نصب تذكاري للكنديين الذين خدموا في الحرب العظمى. تقدم الصندوق بفكرة المبنى تذكاري إلى مرحلة التصميم التفصيلي ليشبه كنسية البانثيون في روما، بينما يمثل «نصبًا تذكاريًا لحرب عظيمة في حد ذاته». بعد انتهاء الحرب مباشرة، انتقل التركيز إلى دفن الموتى مع تصميم علامات وشواهد القبور.

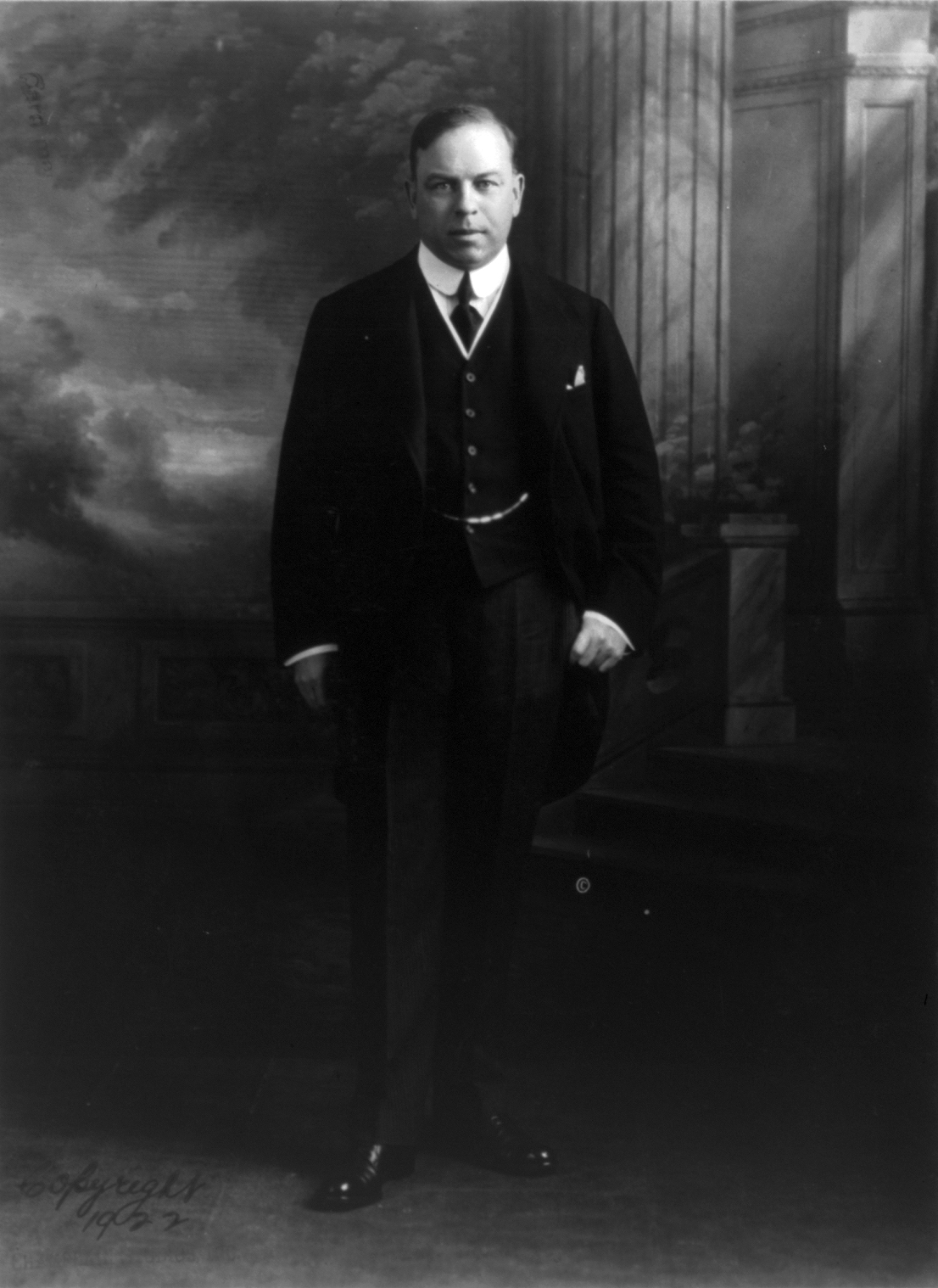
رئيس الوزراء وليام ليون ماكنزي كينغ في عام 1922

اقترحت حكومة رئيس الوزراء وليام ليون ماكنزي كينغ في عام 1921 بناء نصب تذكاري وطني في كندا. لتلبية للدعوة المتزايدة لإقامة نصب تذكاري لإحياء ذكرى أولئك الذين لقوا حتفهم في الحرب العالمية الأولى.
وفي 19 ديسمبر 1922 أعلنت أن الحكومة خلال أخر جلسة للبرلمان وقتها خطة لإقامة مثل هذا النصب التذكاري،  حيث طلب مجلس الوزراء تخصيص مكان للنصب ليتم بناؤه في أوتاوا. وجرى النظر في أحد المواقع على تلال جاتينو واتفق على الخيار الأفضل هو إعادة تطوير وتوسيع كونوت بليس في وسط مدينة أوتاوا.
وقال ماكنزي كينغ وقتها إن النصب وضع في أكثر الأماكن وضوحًا في المدينة، على غرار عامو نيلسون (Nelson's Column) في لندن.
في مايو 1923، طلب وزير الأشغال العامة جيمس هوراس كينغ من الهيئة التشريعية الموافقة على مبلغ 10 آلاف دولار للنصب. ومع عدم قدرة الوزير على الإجابة بشكل مرضٍ على أسئلة الأعضاء حول الغرض من الأموال وغياب رئيس الوزراء، فقد تقرر العزم على تأجيل الطلب.
في وقت لاحق، أثيرت القضية مرة أخرى في 11 مايو 1923، عندما صرح الوزير كينغ أن في كل بلد بالعالم يوجد آثار دائمة تجسد روح الأمة. شعرت الحكومة أنه يجب إقامة نصب تذكاري في عاصمة كندا ليعبر عن مشاعر الشعب الكندي ككل وتخليدا لذكرى أولئك الذين شاركوا في الحرب العظمى والذين فقدوا أرواحهم في خدمة الإنسانية ".، ليعلق رئيس مجلس الوزارء ماكنزي كينغ "لا يوجد حتى الآن نصب ذي طابع وطني في العاصمة" وما اقترحه مجلس الوزراء "كان القصد منه أن يكون نصبًا وطنيًا".
وفي نقاش آخر، قيل أن المشروع يجب أن يسعى من أجل «شيء أكثر ارتفاعًا من نصب تذكاري من الحجر» بشكل عام كانت المعارضة مؤيدة للفكرة لكنها انتقدت التكاليف المتوقعة. ورد ماكنزي كينغ: «عندما تفقد الأمة ما يدل عليها، تفقد روحها الخاصة، وعندما تفقد ذكرى التضحيات والبطولة التي اكتسبت من خلالها الحرية التي تتمتع بها، تفقد كل الرؤية التي تصنع الناس العظماء».
في النهاية تمكن رئيس الوزراء من إجبار أعضاء البرلمان الذين انتقدوا فكرة إنفاق المال على نصب تذكاري للدفاع عن وطنيتهم وامتنانهم لأولئك الذين ماتوا أو أصيبوا في الحرب. ووافق البرلمان على 10000 دولار لبدء المشروع.

### التصميم والبناء
على مدار عامين، تم إنشاء معايير للبناء من قبل فريق يتألف نائب وزير الأشغال العامة الذي كان يمتلك خبرة في عملية إنشاء العديد من النصب التذكارية؛ إضافة إلى المدير السابق للمعرض الوطني لكندا وعضو اللجنة الاستشارية لفناني الحرب الكنديين إريك براون؛ والعقيد HC Osborne الذي عمل كسكرتير فخري للجنة الكندية لساحات المعارك.
في 12 فبراير 1925 تم السعي للحصول على مقترحات التصميم، بميزانية للنصب المحدد بمبلغ 100000 دولار. اقتصر المشتركون على سكان الإمبراطورية البريطانية الذين كانوا رعايا بريطانيين أو من مواطني دول الحلفاء. أوضحت لوائح المنافسة أن النصب التذكاري لم يكن مجرد تكريم لأولئك الذين ساهموا في جهود كندا في الحرب العالمية الأولى، ولكن أيضًا تعبير عن شخصية الأمة. كان لاستحضار «روح البطولة، روح التضحية بالنفس، روح كل ما هو نبيل ورائع الذي تجسد في حياة أولئك الذين ضحوا في الحرب العظمى، والخدمات التي قدمها الرجال والنساء الذين ذهب إلى الخارج». وأوضح موجز المسابقة أنه «في حين أن روح الانتصار ضرورية يجب التعبير عنها بحيث لا تخليد المدافعين عن كندا فحسب، بل تعبر عن شعور بالامتنان من خلال هذا الصراع الكبير، ظهر أمل جديد للازدهار المستقبلي في ظل السلام الظروف.»  غابت عن المعايير إشارة إلى الإمبراطورية مع التركيز فقط على كندا وجهودها.
قدمت 127 مشاركة - 66 من كندا، و 24 من إنجلترا، و 21 من فرنسا، و7 من الولايات المتحدة، و5 من بلجيكا، واثنان من إيطاليا، وواحد من اسكتلندا، وواحد من ترينيداد. - منها سبعة طُلب منها تقديم نماذج مصغرة للتحكيم النهائي.
كلف بالحكم على المقترحات مجلس التقييم المؤلف من ثلاثة أشخاص من المجالات المعمارية والفنية الكندية: تم اختيار هنري سبروات من قبل المعهد المعماري الملكي في كندا؛ وHerman A. MacNeil من الأكاديمية الملكية الكندية للفنون؛ ومن قبل مجلس الوزراء FJ Shepherd رئيس مجلس أمناء المعرض الوطني الكندي . تم الإعلان عن الفائز من بين سبعة متسابقين في 18 يناير 1926،  وهو فيرنون مارش من فارنبورو. كان موضوعه هو استجابة كندا للحرب، التي تدل عليها الشخصيات النظامية.

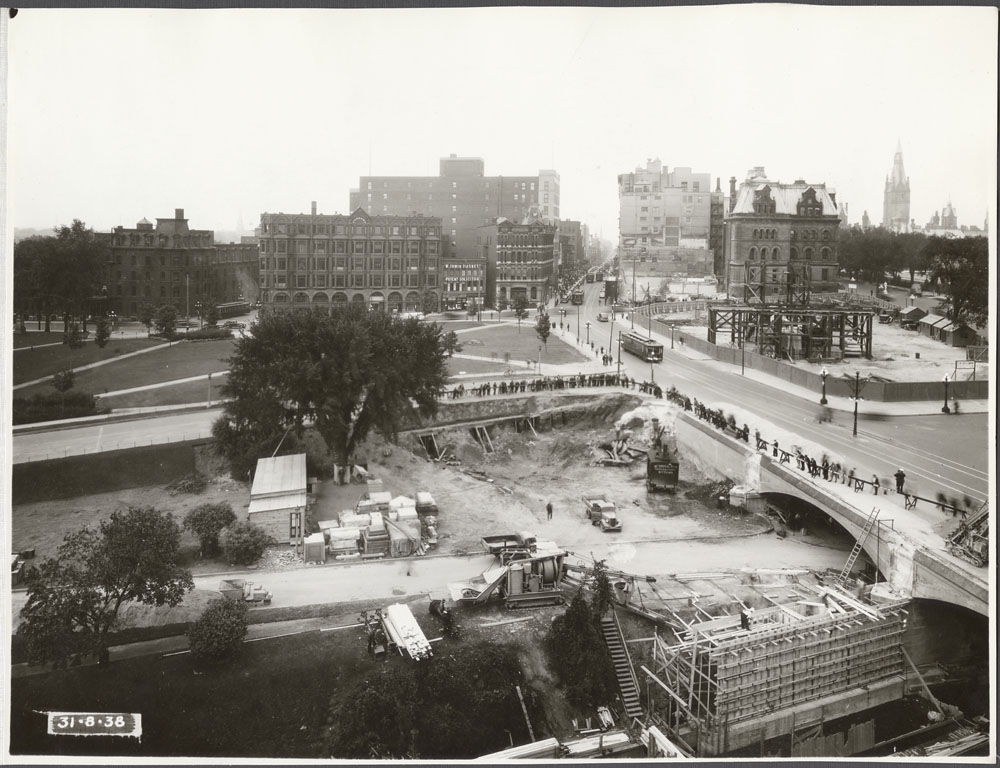
يتم بناء النصب التذكاري للحرب الوطنية في أقصى اليمين ، 31 أغسطس 1938

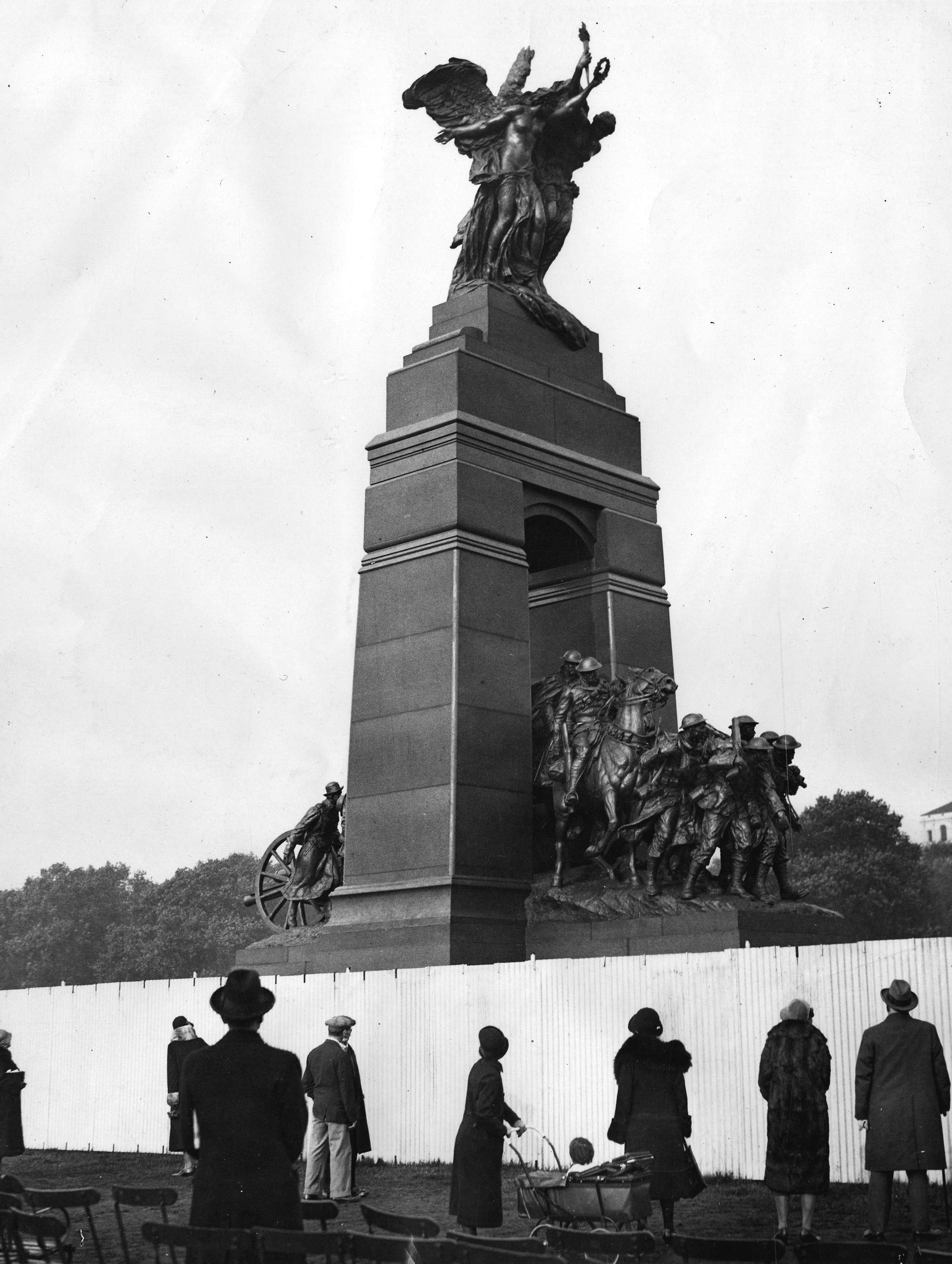
التماثيل المعروضة في هايد بارك ، لندن

بدأ العمل في النصب التذكاري في عام 1926 تحت رعاية إدارة الأشغال العامة في دومينيون. ساعد مارس إخوانه الستة وأخته، وجميعهم أكملوا العمل بعد وفاة مارس عام 1930. تم تصميم النصب وتعديله على مدى السنوات، حيث زاد عدد الأشكال والأبعاد المعينة، وبالتالي زادت التكلفة المقدرة بمقدار 85000 دولار. أعطى هذا الأمر للمعارضة البرلمانية فرصة الذين جادلوا في أنه من الأفضل إنفاق الأموال لمساعدة المحاربين القدامى، حيث قال عضو الحزب التقدمي في البرلمان MP JS Woodsworth في عام 1931: «إذا كان هناك عقد ... يجب أن نكمله ... ولكن مع الجنود العاطلين عن العمل الفقراء، لا أعتقد أننا سنحتاج إلى الكثير من الآثار».
حتى خلال الوقت الذي عمل فيه آر بي بينيت كرئيس للوزراء (1930 إلى 1935)، استمر المسؤولون الذين يشرفون على مشروع النصب التذكاري للحرب في الالتزام بمبادئ التصميم التي وضعها ماكنزي كينغ ومديرو المنافسة الآخرون، مما يدل على دعم الحزبين للنصب التذكاري. نظرًا لدقة الزي الرسمي والمعدات، وصولًا إلى التفاصيل مثل الأزرار والأشرطة.
تم إنتاج التماثيل لأول مرة من الطين، حيث صنعت القوالب من البرونز. تم الانتهاء من هذا العمل في يوليو 1932 وتم عرض البرونز بإذن من الملك جورج الخامس،  في هايد بارك ، لندن، ضمن نموذج من قوس الجرانيت وقاعدة. في ذلك الوقت أشار أكثر من فرد من المواطنين إلى أن الممر ضيق للغاية بحيث لا يمكن مرور عربة المدفعية. مما دفع المسؤولين إلى فتح المسيرات بجعل القوس أوسع بثلاثة أقدام وارتفاع ستة أقدام وتوسيع حجم القاعدة التي تم تركيبها على الأشكال.
ومع ذلك خلقت هذه التحركات فجوات على جانبي التماثيل البرونزية مما أثر سلبيًا على المظهر العام للنصب التذكاري. كان الحل الذي اقترح هو إضافة ثلاثة أرقام أخرى إلى الرقم 19 الحالي. تمت الموافقة على ذلك، وصبت الأشكال البرونزية،  وتم تخزين المجموعة بأكملها في مسبك مارس مع استمرار الجدل في أوتاوا حول موقع النصب التذكاري.
طالبت بعض الجماعات بأن يكون النصب التذكاري للحرب محوريا في تل البرلمان، بينما قالت مجموعات أخرى إن بقعة تطل على نهر أوتاوا غرب البرلمان هي الأنسب. حتى المهندس المعماري الفرنسي جاك غريبر الذي تحدث إليه ماكنزي كينغ حول تجميل وسط مدينة أوتاوا، كان يعتقد أنه مؤيد لفكرة وضع نصب الحرب التذكاري في كونوت بليس.
كتب المهندس تقريرًا عن إعادة التطوير، حيث أوصى بوضع نصب تذكاري لقتلى الحرب في حديقة ميجور هيل . ومع ذلك، بعد أن أشار Mackenzie King إلى أن الحديقة لن تكون مضيافة أو يمكن الوصول إليها خلال أشهر الشتاء، وافق Gréber ووضع خطط لموقع Connaught Place.
تم نقل البرونز أخيرًا إلى أوتاوا في صيف عام 1937،  برفقة سيدني وبيرسيفال ووالتر مارش. في ديسمبر وبعد سنوات من المشاحنات، منح عقد بناء الركيزة والقوس لشركة EGM Cape and Company of Montreal. تم الانتهاء من التابوت بأكمله في 19 أكتوبر 1938، وبعد ذلك تم وضع وتركيب المناظر الطبيعية المحيطة بالنصب التذكاري من قبل مقاولي تورونتو AW Robertson Limited بالتشاور من Gréber.
وقد ارتفعت التكلفة في تلك المرحلة إلى أكثر من 13000000 دولار. واستشهد النائب المحافظ ألونزو هيندمان: «إذا عاد هؤلاء الجنود إلى اليوم ونظروا إلى النصب التذكاري ... وأدركوا أنه تم إنفاق 1,300,000 دولار على ذلك، بينما يسير أبناؤهم وبناتهم في شوارع أوتاوا جائعة، حافية القدمين وبدون وظائف. . . لا عجب في أن النحات صور الجنود وهم يمرون عبر القوس ورؤوسهم معلقة، كما لو كانوا في حيرة بشأن ما يجري».
ومع ذلك، تم وضع شخصيات السلام والحرية فوق قوس الجرانيت في نفس اليوم الذي تم فيه توقيع اتفاقية ميونيخ في ألمانيا. كان ماكينزي كينغ متفائلاً: «ستتذكر كندا طوال تاريخها، أن هذين الشخصين الرمزيين وجدوا مكانهما في قمة النصب التذكاري الوطني في 30 سبتمبر، وهو يوم التوقيع على اتفاقية القوى الأربعة التي تجنبت حربًا كبيرة أخرى.» 

### تدشين النصب

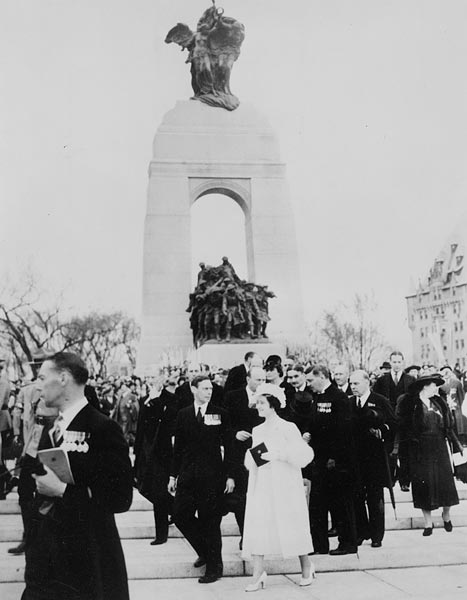
تكريس النصب التذكاري للملك جورج السادس عام 1939

تم تدشين النصب التذكاري رسميًا في 21 مايو 1939 من قبل الملك جورج السادس، العاهل الكندي الحاكم آنذاك، بحضور الملكة إليزابيث، والحاكم العام اللورد تويدزموير، ماكنزي كينغ،  ونحو 100000 شخص،  بما في ذلك 12000 من المحاربين القدامى. زين الموقع باللافتات التي تصور الأسلحة الملكية في كندا .
ركز الملك في خطابه على أن كندا من خلال الدفاع عن الديمقراطية وصلت إلى مصافي الدول الغربية الأخرى. قائلا: «في ساحات المعارك في أوروبا وفي جميع أنحاء العالم، هناك العديد من النصب التذكارية للقتلى الكنديين. اليوم في عاصمتها، تكرس كندا نصبها التذكاري الوطني.».
بعد المراسم الرسمية، شق الملك وزوجته طريقهما للتحدث مع قدامى المحاربين. يُعتقد أن «O Canada» أصبح النشيد الوطني الفعلي بعد أن ظل الملك منتبهًا لأهمية النصب التذكاري للحرب الوطنية ؛ 
على الرغم من البيئة المبهجة، شعر ماكنزي كينغ أن تلميحات النصب التذكاري للتضحية المطلوبة من أجل السلام والحرية ستكتسب قوة أكبر قريبًا لقد كان هو والملك على يقين من أن حربًا أخرى تلوح في الأفق. تم إثبات صحتها، وبعد أن دخلت كندا في مزيد من الصراع العسكري في وبعد سبتمبر 1939، أصبحت رمزية النصب التذكاري للحرب الوطنية موضع تساؤل.
في حين أن النصب التذكاري في أوتاوا أصبح بشكل غير رسمي رمزًا للقتلى الكنديين في جميع الحروب التي خاضوها.
وجد المحاربون القدامى أن ذلك غير مقبول أيضًا، ويصرون على أن النصب التذكاري كان لإحياء ذكرى قتلى الحرب العالمية الأولى فقط. ذكرت الحكومة الفيدرالية قبل نهاية الحرب الكورية أن المباني التذكارية الشرقية والغربية في شارع ويلينغتون ستكون بمثابة ذكرى للرجال والنساء الكنديين الذين خدموا في الحرب العالمية الثانية ؛ تم بناء عتب بين الهيكلين ووضع عليه نقشًا: تم تكريم جميع هذه الأجيال في أجيالهم وكان مجدهم . كانت مجموعات المحاربين القدامى غير راضية مرة أخرى. في موجز قدمه الفيلق الملكي الكندي إلى مجلس الوزراء في 10 نوفمبر 1955، تم توضيح أن المنظمة أرادت قبرًا وطنيًا، «من شأنه أن يحترم سقوط جميع الحروب»، الموضوعة أمام برج السلام.
في عام 1963، أعلن مجلس الوزراء عن خطة لبناء نصب وطني جديد لتخليد ذكرى من خدم وضحى من المحاربين القدامى ومن مات من جميع الحروب ". طلب مجلس الوزراء من المهندسين المعماريين في العاصمة تورنتو ومدينة كيبيك وضع خطط لمثل هذا النصب التذكاري وأعلن وزير الأشغال العامة ديفي فولتون في 19 فبراير 1963 أن المشروع سينتهي في الذكرى المئوية الكندية في 1967. ومع ذلك، فإن هذه الخطة لم تؤت ثمارها أبدًا، حيث تم معارضتها من قبل بعض وسائل الإعلام والمنظمات المختلفة والمحاربين القدماء وعدد كبير من الكنديين  والبرلمانيين في نهاية المطاف، حتى في الحزب الليبرالي الحاكم.
طلب الفيلق الملكي الكندي في عام 1980 أن يعاد تكريس تذكار الحرب الوطنية من أجل الاعتراف رسمياً بتضحيات أولئك الذين قاتلوا في الحربين العالميتين والكورية. رغبة في عدم تكرار الارتباك والمشاكل حول الضريح الوطني للذكرى، ووافق وزير شؤون المحاربين القدامى دان ماكدونالد، على الفور على الاقتراح. أعاد الحاكم العام إدوارد شرير تخصيص النصب التذكاري في 29 مايو 1982،  مع إضافة التواريخ 1939-1945 و 1950-1953 .
تمت إضافة قبر الجندي المجهول على النصب التذكاري في عام 2000 ودشنه الحاكم العام أدريان كلاركسون في 28 مايو من ذلك العام.
لاحظ مايكل بيلون رائد متقاعد في القوات الكندية، مجموعة من الشبان وهم يتبولون على نصب الحرب التذكاري خلال االحتفال بـ يوم كندا عام 2006. ليقدم مراهقان اعتذراهما على هذه الفعلة، كما اتهم مراهق آخر يبلغ من العمر 23 عامًا من مونتريال قبل خدمة شرطة أوتاوا ،  دفع الحادثتين، إلى جانب تورط أشخاص يتزلجون على منصة النصب التذكاري إلى اعتماد قرار ينص على نشر حراس في الموقع.
في 22 أكتوبر 2014، أطلق مسلح من بندقية النار على الحراس المناوبين في النصب، مما أدى إلى إصابة أحدهم العريف ناثان سيريلو، حيث احتمى المسلح داخل مبنى البرلمان القريب من النصب. وفي نهاية المطاف قتل المسلح في تبادل لإطلاق النار داخل المبنى.
بعد هذا الحادث تم تخصيص لوحة تذكارية لخدمة العريف سيريلو في النصب التذكاري للحرب في الموقع. كما تم توسيع تمثيل النصب التذكاري للحرب الوطنية ليشمل أولئك الذين خدموا في حرب البوير الثانية والحرب في أفغانستان ، و «الاعتراف رسميًا بجميع الكنديين الذين خدموا في الماضي ، والذين يخدمون اليوم ، والذين سيخدمون في المستقبل.»  في هذا الصدد ، تم إضافة التاريخين "1899-1902" (لحرب البوير) و "2001-2014" (لحرب الأفغانية) إلى النصب التذكاري.

## طابع بريدي لإحياء ذكرى
في 15 مايو 1939، أصدرت إدارة مكتب البريد طابعًا يسمى النصب التذكاري الوطني ، صممه هيرمان هربرت شوارتز بناءً على صورة منقوشة بواسطة جوزيف كيلر. يشكل نموذج لنصب الحرب التذكاري في قاعة الشرف التابعة للفيلق الكندي الملكي في متحف الحرب الكندي ويقدم الفيلق دبابيس طية تصور النصب التذكاري.

## روابط خارجية
- النصب التذكاري للحرب الوطنية - شؤون المحاربين القدامى في كندا
- المجلس الوطني للسينما في كندا: الزيارة الملكية (تكريس النصب التذكاري للحرب الوطنية في علامة 32 دقيقة)
- خرائط جوجل